# Mesoptyelus nigrifrons
Mesoptyelus nigrifrons är en insektsart som beskrevs av Matsumura 1904. Mesoptyelus nigrifrons ingår i släktet Mesoptyelus och familjen spottstritar. Inga underarter finns listade i Catalogue of Life.